# 남수단의 국장

남수단의 국장

남수단의 국장은 2011년 남수단의 독립과 함께 제정되었다. 국장 가운데에는 아프리카바다수리가 그려져 있으며 그 앞에는 창과 방패가 놓여져 있다.
아프리카수리의 발톱 위쪽에 있는 리본에는 남수단의 나라 표어인 "정의, 자유, 번영"(Justice, Liberty, Prosperity)이 영어로 쓰여져 있으며 발톱 아래쪽에 있는 리본에는 남수단의 공식 명칭인 "남수단 공화국"(Republic of South Sudan)이 영어로 쓰여져 있다. 아프리카바다수리는 역량, 회복, 예지력을 뜻하며 창과 방패는 신생 국가를 수호하겠다는 의지를 뜻한다.

남수단의 인장
남수단 자치 정부의 문장 (2005년 ~ 2011년)
남수단 자치 정부의 비공식 문장 (2005년 ~ 2011년)

## 같이 보기
- 남수단의 국기
- 남수단의 국가